# مست (ترانه اد شیرن)
«مَست» (به انگلیسی: Drunk) ترانه‌ای از خواننده-ترانه‌نویس بریتانیایی اد شیرن است. این ترانه در ۱۷ فوریه ۲۰۱۲ به عنوان چهارمین تک‌آهنگ از اولین آلبوم استودیویی‌اش، + منتشر شد. «مست» توسط اد شیرن و جک گسلینگ نوشته شد و گسلینگ تنظیم آن را هم بر عهده داشته‌است. این تک‌آهنگ با رتبه ۶۳ به جدول تک‌آهنگ‌های بریتانیا وارد شد. هفته بعد، به رتبه ۲۹ صعود کرد. بعد از آن، ترانه به رتبه ۹ صعود کرد و به چهارمین ترانه در ۱۰ رتبه برتر او در جدول بریتانیا تبدیل شد.

## موزیک ویدیو
موزیک ویدیو این  ترانه در تاریخ 20 ژانویه 2012 به همراه نینا نسبیت در یوتیوب منتشر و در مدت کوتاهی حدود 96 میلیون بار تماشا شد.
نویسندگی و کارگردانی موزیک ویدو توسط سامان کش انجام شد.

## اجراهای زنده
اد شیرن این آهنگ را در شوی گراهام نورتون (به انگلیسی: The Graham norton show) در تاریخ ۲۷ ژانویه ۲۰۱۲ و نیز این ترانه را به صورت اجرای تنها در ۲۵ فوریه ۲۰۱۵ در استادیوم وبملی اجرا کرد.